# 賣花女 (戲劇)
《賣花女》，原名《皮革馬利翁》（Pygmalion）是愛爾蘭劇作家蕭伯納的戏剧。皮革馬利翁原是羅馬神話中的一位雕刻家的名字，一生不愛女色，卻愛上了自己刻的雕像。這尊雕像令他魂牽夢縈，最後他去請求維納斯女神成全。維納斯讓皮革馬利翁用手碰觸雕像，雕像變成了一位活生生的美貌女子。皮革馬利翁相當高興，給她取名伽拉忒婭（Galatea），並帶她去感謝維納斯。蕭伯納以這個故事為藍本，以賣花女一劇表現出皮格馬利翁和伽拉忒婭可能會發生的問題。本劇曾於1938年翻拍成黑白電影，由 Wendy Hiller 飾演賣花女伊萊莎·杜立德（Eliza Doolittle），莱斯利·霍华德飾演語音學教授亨利·希金斯（Henry Higgins）。1956年，此劇改編為音樂劇《窈窕淑女》 ，由朱莉·安德鲁斯飾演伊萊莎，雷克斯·哈里遜飾演希金斯教授。1964年，音樂劇拍成同名電影，改由奧黛麗·赫本飾演伊萊莎。

## 故事大綱

### 第一幕
安斯佛西爾太太（Mrs Eynsford-Hill）和女兒克拉拉 (Clara) 正在聖保羅教堂外等待兒子弗雷迪 (Freddy)，豈料弗雷迪冒冒失失的撞到了賣花女伊萊莎。像伊萊莎那樣中下階級的市井小民，說起英语來有一種特殊的考克尼腔。語音學家亨利希金斯偷偷記下伊萊莎說話的腔調，並宣稱自己能在六個月內矯正伊萊莎的發音，將她訓練成一位淑女。弗雷迪在計程車裡等家人，但是安斯佛西爾太太和克拉拉卻搭上了公車。伊萊莎於是和弗雷迪坐同一班計程車回家。

### 第二幕
希金斯在前幕認識的上校平克林（Colonel Pickering）在位於溫普街（Womple Street）的家裡。伊萊莎到希金斯府上，希望他能矯正自己的發音，以開花店自力更生，不用再到街上賣花。

### 第四幕
無

### 第五幕
伊萊莎和弗雷迪偷偷逃走，希金斯和平克林報警找人。伊萊莎與弗雷迪來到希金斯太太的住處，希金斯和平克林也找到了這裡。希金斯太太命令僕人暫時把伊萊莎和弗雷迪藏起來。希金斯氣得暴跳如雷，向母親說明伊萊莎不知去向。這時，已變成中產階級的杜立德先生來向他訴說自己不快樂的生活，還有他又要再婚的事。不久希金斯太太終於讓伊萊莎出來，和父親交談幾句後，所有人都離開，只剩下伊萊莎和希金斯兩人。此時的伊萊莎和過去已大大不同，反而不知將來該何去何從（一口標準英語和同行之間好似沒落的貴族，但是在某些貴族的眼裡，她還是賣花女出身）。她頻頻問希金斯該怎麼做，希金斯只是認為她可以再回去賣花。這時伊萊莎終於把她對希金斯的不滿說了出來，並宣布自己將與弗雷迪結婚，教授語音學，希金斯氣得七竅生煙。希金斯太太備好馬車，要參加杜立德先生的婚禮，問伊萊莎準備好沒有。希金斯又要求伊萊莎幫他跑腿，伊萊莎丟下一句「你自己去買！（Buy them yourself.）」隨即出去。

## 電影版結局
由於原版《賣花女》結局裡伊萊莎並未和希金斯在一起，不符合觀眾期望，蕭伯納又在劇本後補述安排這種結局的原因，說明伊萊莎這個決定是經過深思熟慮的，以及伊萊莎和弗雷迪可能發生的問題。電影版《賣花女》讓伊來莎再度回到希金斯身邊，但是希金斯只說了一句：「伊萊莎，我的拖鞋死到哪去了？」後來音樂劇《窈窕淑女》，甚至其音樂劇電影版本，都沿用這個結局。